# 슬리핑 위드 사이렌스
슬리핑 위드 사이렌스(영어: Sleeping with Sirens)는 미국의 록 밴드이다.